# Campionati italiani estivi di nuoto 1981
I Campionati italiani assoluti di nuoto 1981 si sono svolti a Torino dal 30 luglio al 2 agosto 1981. È stata utilizzata la vasca da 50 metri.

## Podi

### Uomini
| Evento               | Oro                                                                                         | Tempo    | Argento                                                                                     | Tempo    | Bronzo                                                                    | Tempo    |
| Stile libero         |                                                                                             |          |                                                                                             |          |                                                                           |          |
| 50 m                 | Marcello Guarducci                                                                          | 23"51    | Giovanni Franceschi                                                                         | 24"14    | Guido Armani                                                              | 24"18    |
| 100 m                | Fabrizio Rampazzo                                                                           | 51"83    | Marcello Guarducci                                                                          | 51"92    | Andrea Ceccarini                                                          | 52"12    |
| 200 m                | Fabrizio Rampazzo                                                                           | 1'51"85  | Paolo Revelli                                                                               | 1'52"13  | Giorgio Quadri                                                            | 1'53"77  |
| 400 m                | Paolo Revelli                                                                               | 3'59"90  | Andrea Calabria                                                                             | 4'00"88  | Giorgio Quadri                                                            | 4'02"39  |
| 1500 m               | Renato Paparella                                                                            | 15'49"89 | Luca Pellegrini                                                                             | 15'51"67 | Ivan Gritti                                                               | 15'52"93 |
| Dorso                |                                                                                             |          |                                                                                             |          |                                                                           |          |
| 100 m                | Giovanni Franceschi                                                                         | 58"51    | Marco Colombo                                                                               | 1'00"31  | Erminio Spiezia                                                           | 1'00"46  |
| 200 m                | Giovanni Franceschi                                                                         | 2'07"23  | Paolo Falchini                                                                              | 2'08"06  | Marco Colombo                                                             | 2'09"64  |
| Rana                 |                                                                                             |          |                                                                                             |          |                                                                           |          |
| 100 m                | Raffaele Avagnano                                                                           | 1'05"59  | Carlo Travaini                                                                              | 1'06"40  | Rico Rolli                                                                | 1'07"26  |
| 200 m                | Cesare Fabbri                                                                               | 2'22"69  | Raffaele Avagnano                                                                           | 2'23"65  | Massimo Trevisan I                                                        | 2'24"67  |
| Farfalla             |                                                                                             |          |                                                                                             |          |                                                                           |          |
| 100 m                | Fabrizio Rampazzo                                                                           | 55"72    | Marco Tornatore                                                                             | 56"28    | Fabio Bernardi                                                            | 57"18    |
| 200 m                | Paolo Revelli                                                                               | 2'01"53  | Marco Tornatore                                                                             | 2'02"90  | Giuseppe Spalenza                                                         | 2'05"24  |
| Misti                |                                                                                             |          |                                                                                             |          |                                                                           |          |
| 200 m                | Giovanni Franceschi                                                                         | 2'07"33  | Paolo Revelli                                                                               | 2'09"54  | Maurizio Divano                                                           | 2'10"26  |
| 400 m                | Giovanni Franceschi                                                                         | 4'32"54  | Ivan Gritti                                                                                 | 4'33"70  | Marco Dell'Uomo                                                           | 4'36"15  |
| Staffette            |                                                                                             |          |                                                                                             |          |                                                                           |          |
| 4x100 m stile libero | FF. OO. Roma Giorgio Quadri Marco Colombo Gianluca Giglietti Guido Armani                   | 3'29"94  | Nuotatori Milanesi Raffaele Franceschi Metello Savino Giuseppe Spalenza Giovanni Franceschi | 3'32"29  | De Gregorio Marco Dell'Uomo Daniele Masala Pietro Tornaboni Paolo Revelli | 3'35"84  |
| 4x200 m stile libero | Nuotatori Milanesi Giovanni Franceschi Metello Savino Giuseppe Spalenza Raffaele Franceschi | 7'42"29  | FF. OO. Roma Marco Colombo Guido Armani Gianluca Giglietti Giorgio Quadri                   |          | De Gregorio Marco Dell'Uomo Daniele Masala Mario Silvestri Paolo Revelli  | 7'49"34  |
| 4x100 m mista        | Nuoto 2000 Stefano Bellon Davide Peloso Marco Tornatore Fabrizio Rampazzo                   | 3'56"27  | Nuotatori Milanesi Giovanni Franceschi Piero Tenderini Giuseppe Spalenza Metello Savino     | 3'58"76  | Canottieri Napoli Massa Raffaele Avagnano Sparice Mario Mangano           | 3'59"75  |

### Donne
| Evento               | Oro                                                                           | Tempo   | Argento                                                                         | Tempo   | Bronzo                                                                     | Tempo   |
| Stile libero         |                                                                               |         |                                                                                 |         |                                                                            |         |
| 50 m                 | Cinzia Savi Scarponi                                                          | 27"43   | Maria Cristina Ponteprimo                                                       | 27"45   | Marina Duro                                                                | 27"52   |
| 100 m                | Cinzia Savi Scarponi                                                          | 59"17   | Silvia Persi                                                                    | 59"56   | Monica Vallarin                                                            | 59"59   |
| 200 m                | Carla Lasi                                                                    | 2'05"78 | Cinzia Savi Scarponi                                                            | 2'05"95 | Roberta Felotti                                                            | 2'06"74 |
| 400 m                | Roberta Felotti                                                               | 4'23"45 | Maria Grazia Pandini                                                            | 4'24"00 | Elaine Bocchini                                                            | 4'26"87 |
| 800 m                | Roberta Felotti                                                               | 8'57"42 | Maria Grazia Pandini                                                            | 8'58"02 | Elaine Bocchini                                                            | 9'06"02 |
| Dorso                |                                                                               |         |                                                                                 |         |                                                                            |         |
| 100 m                | Laura Foralosso                                                               | 1'04"93 | Manuela Carosi                                                                  | 1'05"44 | Daniela Ferrini                                                            | 1'06"57 |
| 200 m                | Manuela Carosi                                                                | 2'20"52 | Laura Foralosso                                                                 | 2'20"68 | Daniela Ferrini                                                            | 2'21"50 |
| Rana                 |                                                                               |         |                                                                                 |         |                                                                            |         |
| 100 m                | Carlotta Tagnin                                                               | 1'13"17 | Sabrina Seminatore                                                              | 1'13"53 | Monica Bonon                                                               | 1'13"89 |
| 200 m                | Laura Belotti                                                                 | 2'37"39 | Roberta Lazzari                                                                 | 2'38"25 | Carlotta Tagnin                                                            | 2'38"84 |
| Farfalla             |                                                                               |         |                                                                                 |         |                                                                            |         |
| 100 m                | Cinzia Savi Scarponi                                                          | 1'02"76 | Silvia Persi                                                                    | 1'04"80 | Laura Montalbetti                                                          | 1'05"12 |
| 200 m                | Cinzia Savi Scarponi                                                          | 2'18"39 | Cristina Quintarelli                                                            | 2'20"47 | Elisabetta Migliolaro                                                      | 2'21"71 |
| Misti                |                                                                               |         |                                                                                 |         |                                                                            |         |
| 200 m                | Cinzia Savi Scarponi                                                          | 2'22"06 | Barbara Marangoni                                                               | 2'24"95 | Manuela Dalla Valle                                                        | 2'25"99 |
| 400 m                | Cinzia Savi Scarponi                                                          | 4'58"04 | Roberta Felotti                                                                 | 4'59"03 | Claudia Radice                                                             | 5'05"28 |
| Staffette            |                                                                               |         |                                                                                 |         |                                                                            |         |
| 4x100 m stile libero | Roma Nuoto Silvia Persi Lemme Banci Cinzia Savi Scarponi                      | 4'01"75 | Fiat Ricambi Loretta Toja Monica Vallarin Monica Palmieri Elena Prato           | 4'02"07 | Lazio Nuoto Campitelli Rossato Elisabetta Fusi Tirocchi                    | 4'06"30 |
| 4x200 m stile libero | Roma Nuoto Silvia Persi Anna Amadori Banci Cinzia Savi Scarponi               | 8'37"90 | Nuoto Scaligero Roberta Bonetti Roberta Felotti Elaine Bocchini Fulvia Cornella | 8'39"45 | Fiat Ricambi Monica Palmieri Elena Prato Monica Vallarin Roberta Pavanello | 8'41"47 |
| 4x100 m misti        | Fiat Ricambi Donatella Bruno Roberta Lazzari Tiziana Rachetto Monica Vallarin | 4'26"84 | Roma Nuoto Manuela Carosi Martina Giuliani Cinzia Savi Scarponi Silvia Persi    | 4'31"86 | Triestina Nuoto Bartolini Sedmak Detoni Francesca Locci                    | 4'33"57 |